# Ermitage Sant'Angelo (Palombaro)
L'ermitage Sant'Angelo (italien : Grotta Sant'Angelo) est un ermitage catholique situé dans la commune de Palombaro, dans la Province de Chieti et la région des Abruzzes, en Italie.